# Рижов Олександр Іванович
Рижов Олександр Іванович (23 листопада 1895, село Кур'яниха, Російська імперія — 14 грудня 1950, Москва, СРСР) — радянський генерал-лейтенант (1944), Герой Радянського Союзу (1945).

## Біографія
Народився в селянській родині. Пізніше жив у місті Кінешма, де закінчив реальне училище.
Учасник Першої світової війни, дослужився до звання прапорщика. Із 1918 року служив у Червоній армії, брав участь у Громадянській війні в Росії, воював командиром взводу, ад'ютантом (начальником штабу) і командиром батальйону. Учасник радянсько-польської війни, у 1921 році придушував повстання українських селян на півдні України.
У міжвоєнний період командував батальйоном і полком, служив начальником господарської частини 23-ї Харківської стрілецької дивізії. Закінчив 2 курси Військової академії імені М. В. Фрунзе (1935) і курси при Академії Генерального штабу (1940). Із 1940 року — комендант 80-го укріпленого району в Одеському військовому окрузі.

### Німецько-радянська війна
З початком німецько-радянської війни продовжував командувати 80-м укріпленим районом. Після розформування укріпрайону був призначений командиром 296-ї стрілецької дивізії, на чолі якої відзначився в боях на Донбасі і під Барвінковим. Із лютого 1942 року — заступник командира, а з травня 1942 року — командир 3-го гвардійського стрілецького корпусу.
Із 1 липня 1942 по 5 січня 1943 року — командувач 56-ї армії на Північно-Кавказькому і Закавказькому фронтах. Брав активну участь у битві за Кавказ, у оборонних боях за Ростов і Краснодар.
Із 5 січня по 11 лютого 1943 року — командувач 18-ї армії. На чолі армії брав участь у наступі на Краснодар.
Із 11 лютого по 15 березня 1943 року — командувач 46-ї армії.
Із 15 березня по 28 липня 1943 року командував 47-ю армією Степового військового округу. Під час битви на Курській дузі був знятий з посади командувачем Степового фронту генерал-полковником І. С. Конєвим. Після цього з 28 липня 1943 по 6 січня 1944 року — заступник командувача 37-ї армії, брав участь у форсуванні Дніпра.
Із 6 січня по 2 лютого 1944 року — командувач 4-ї гвардійської армії. Брав участь у першому етапі Корсунь-Шевченківської операції. Знятий з посади через хворобу.
Із 28 березня по 27 травня 1944 року — командувач 70-ї армії 2-го Білоруського фронту. Під час Поліської операції армія зазнала тяжкої поразки і змушена була відступити. За цю невдачу був знятий з посади.
Із липня 1944 року і до самого кінця війни командував 28-м гвардійським стрілецьким корпусом 8-ї гвардійської армії. На цій посаді проявив себе як успішний та рішучий командир, відзначився під час Вісло-Одерської операції та взяття Берліна. За успішні бойові дії на річці Варта указом Президії Верховної Ради СРСР від 6 квітня 1945 року удостоєний звання Героя Радянського Союзу.

### Після війни
Після війни залишився на тій же посаді командира корпусу. У 1949 році очолив 3-тю ударну армію. В той же час важко захворів і помер у Москві, там же й похований.

## Військові звання
- Полковник (24 грудня 1935)
- Комбриг (31 березня 1940)
- Генерал-майор (4 червня 1940)
- Генерал-лейтенант (2 листопада 1944)

## Нагороди
- Герой Радянського Союзу (6 квітня 1945) з врученням медалі «Золота Зірка»)
- Чотири ордени Леніна (20 грудня 1943 — за форсування Дніпра; 21 лютого 1945 — за вислугу років; 6 квітня 1945 — до звання Героя Радянського Союзу; 29 травня 1945 — за взяття Берліна)
- Два ордени Червоного Прапора (1944; 1948 — обидва за вислугу років)
- Орден Суворова 2-го ступеня (8 лютого 1943 — за оборону Кавказу)
- Медаль «За оборону Кавказу» (1944)
- Медаль «За перемогу над Німеччиною» (1945)
- Медаль «За взяття Берліна» (1945)
- Медаль «XX років РСЧА» (1938)
- Медаль «30 років Радянської Армії і Флоту» (1948)
- Орден Хрест Грюнвальда (Польща; 1945)